# Polycera faeroensis
A Polycera faeroensis (feröeriül: bertákna) egy házatlan tengeri csupaszkopoltyús csigafaj a Polyceridae családban.

## Előfordulása
Az Atlanti-óceán északkeleti részén fordul elő. A következő országok tengerpartjain lelték fel bizonyítottan a faj példányait: Feröer, Franciaország, Írország, Csatorna-szigetek, Norvégia, Skócia, Svédország, Spanyolország.

## Megjelenése
A legszínesebb tengeri puhatestűek a házatlan csigák között találhatók. A polycera faeroensis teste átlátszó, világító sárga „szarvacskákkal” és foltokkal.
Először 1899 júniusában, a feröeri Nólsoy és Eysturoy szigetek közötti mély árokban találták meg egy példányát. Henning Lemche, a hátulkopoltyúsok dán szakértője írta le a fajt 1929-ben kiadott, The Zoology of the Faroes című művében. A fellelt példány viszonylag rossz állapotban volt, de a reszelőnyelv (radula) mérete és alakja alapján egy új faj képviselőjének tűnt. A később fellelt egyedek megerősítették, hogy ez a faj nagyobb termetű közvetlen rokonainál: mérete a 45 mm-t is elérheti azok 20–25 mm-es méretével szemben. Általában több mint nyolc tapogató (tentacula) található a fején, míg a Polycera quadrilineata esetében ezek száma csak négy-hat darab.

## Fordítás
- Ez a szócikk részben vagy egészben a Färöische Hörnchenschnecke című német Wikipédia-szócikk ezen változatának fordításán alapul.  Az eredeti cikk szerkesztőit annak laptörténete sorolja fel. Ez a jelzés csupán a megfogalmazás eredetét és a szerzői jogokat jelzi, nem szolgál a cikkben szereplő információk forrásmegjelöléseként.